# رمس (رود)
رمس رودی است که از ناحیه رمس-مور رد می‌شود و شاخهٔ سمت راست رود نکار در شرق ایالت بادن-وورتمبرگ است. این رود ۷۸ کیلومتر طول دارد و سرچشمه آن در اسینگن، در نزدیکی آلن است. به طور کلی، جریان آن به طرف غرب و به سمت شهر‌های بوبینگن آن در رمس،شووابیش گموند،لورخ (وورتمبرگ)،پلودرهاوزن،شورندورف،
رمسهالدن و وایبلینگن می‌رود. در شهر رمسک، این رود به رود نکار می‌پیوندد.